# Benfica e Castelo Branco
Sport Benfica e Castelo Branco ist ein portugiesischer Fußballverein aus Castelo Branco.

## Geschichte
Sport Benfica e Castelo Branco gründete sich am 24. März 1924 und spielte lange Zeit nur im unterklassigen regionalen Amateurbereich. In den 1980er Jahren spielte die Mannschaft zeitweise in der zweithöchsten Spielklasse und qualifizierte sich 1990 für die neu eingeführte eingleisige Segunda Divisão de Honra, aus der sie 1993 als Tabellenschlusslicht abstieg. 1998 folgte der Abstieg in die Viertklassigkeit, nach dem Wiederaufstieg 2001 pendelte die Mannschaft in den folgenden Jahren zwischen dritt- und vierthöchster Spielebene. 2013 überstand sie eine Ligareform in der Drittklassigkeit und trat fortan in der neu gegründeten Campeonato de Portugal an. Im folgenden Jahr verpasste sie erst in den Aufstiegsspielen gegen die Reservemannschaft von Vitória Guimarães den Aufstieg in die zweite Liga, etablierte sich aber dauerhaft auf dem dritten Spielniveau. 2021 verpasste sie bei einer erneuten Ligareform die Qualifikation für die neu eingeführte Liga 3.

## Persönlichkeiten
- Malta da Silva (* 1943), 1978 bis 1981 Spielertrainer bei Benfica e Castelo Branco, als Spieler aktiv u. a. bei Benfica Lissabon und San Jose Earthquakes und fünf Länderspiele für Portugal
- Jorge Jesus (* 1954), Zweitligaspieler in den 1980er Jahren bei Benfica e Castelo Branco, als Spieler aktiv u. a. bei Sporting Lissabon, Belenenses Lissabon, União Leiria und Vitória Setúbal und als Trainer tätig bei u. a. Benfica Lissabon (dreimal Landesmeister, einmal Landespokalsieger, zweimal Europapokalfinalist) und Flamengo Rio de Janeiro (einmal brasilianischer Landesmeister, Sieger der Copa Libertadores)
- Quim Berto (* 1971), Jugend- und Zweitligaspieler bei Benfica e Castelo Branco, als Spieler aktiv u. a. bei Vitória Guimarães, Sporting Lissabon und Benfica Lissabon
- João Afonso (* 1990), Jugendspieler bei Benfica e Castelo Branco, als Spieler aktiv u. a. bei Vitória Guimarães und CD Santa Clara